# Peter Emanuel von Zedtwitz

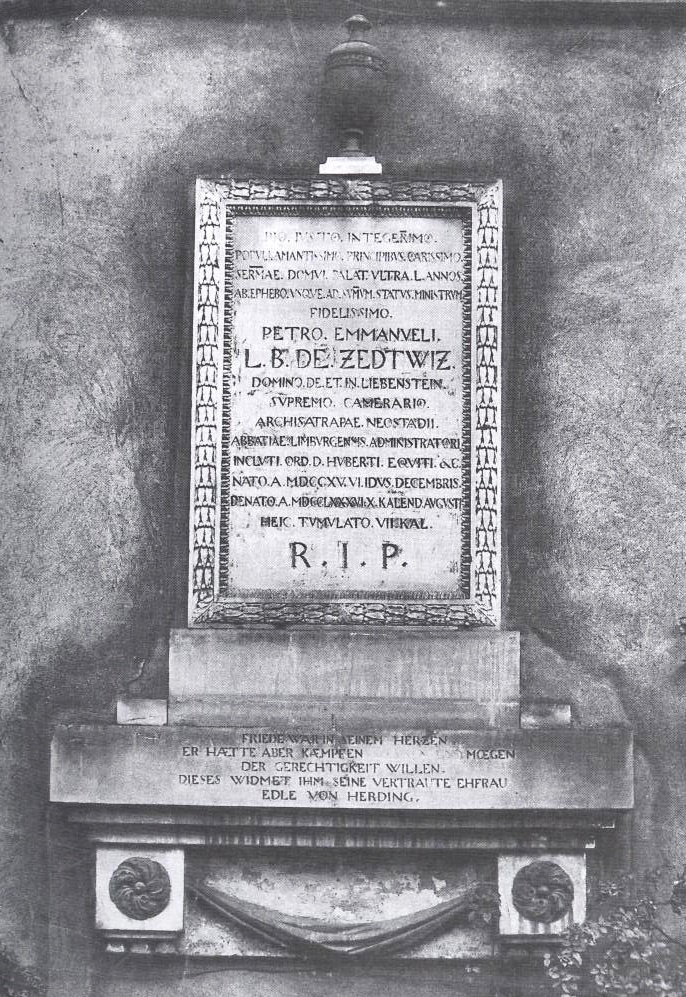
Verschollenes Epitaph, früher St.-Sebastian-Kirche, Ludwigshafen-Mundenheim

Peter Emanuel Freiherr von Zedtwitz-Liebenstein (* 8. Dezember 1715 auf der Burg Liebenstein, Libá, Königreich Böhmen; † 23. Juli 1786 in Mundenheim) war ein Freiherr, sowie kurpfälzischer bzw. pfalz-bayerischer Beamter und Minister.

## Biografie
Er entstammte dem ursprünglich fränkischen, später böhmisch-bayerischen Adelsgeschlecht derer von Zedtwitz und war der Sohn des kaiserlichen Dragonerhauptmanns Wolf Dietrich von Zedwitz, sowie dessen Gattin Catharina Dorothea geb. Zedtwitz (aus einer anderen Linie des Hauses).
Mit seinem älteren Bruder kam Peter Emanuel von Zedtwitz an den Hof des pfälzischen Kurfürsten Karl Philipp, wo er als Kammerpage diente. Nach einem Jurastudium an der Universität Heidelberg avancierte der Adelige um 1729 zum Hofgerichtsrat, 1743 zum Regierungsrat und schließlich zum Oberappellationsgerichtsrat. Am 6. Februar 1751 wurde er kurpfälzischer Hofrichter. Überdies war von Zedtwitz Oberstkämmerer und Oberamtmann von Neustadt an der Haardt.
Er fungierte ab 1756, unter Kurfürst Karl Theodor, am Mannheimer Hof als Staatsminister und war für die kurpfälzische Außenpolitik zuständig. Als seine folgenreichste Leistung gilt die Gestaltung der Wittelsbachischen Hausverträge, in deren Folge Bayern 1777 an den pfälzischen Kurfürsten fiel. Außerdem führte von Zedtwitz, zusammen mit Claude de Saint Martin, eine Lotterie nach italienischem Vorbild in der Kurpfalz ein. Er war Ritter des bayerischen St.-Hubertus-Ordens.
Peter Emanuel von Zedtwitz heiratete zunächst Josepha von Jungwirth, Tochter des Hofgerichtsrates Joseph Benedikt von Jungwirth, Schlossherr zu Handschuhsheim. Nach deren Tod ehelichte er Magdalena Edle von Herding, aus einer der reichsten Familien Mannheims. Die Eheleute waren vom Kurfürsten als Vormünder seiner unehelichen Tochter Karoline Franziska Dorothea von Parkstein (1762–1816) eingesetzt, die auch in ihrem Hause aufwuchs.
Kurfürst Karl Theodor gab von Zedtwitz 1770 das Hofgut in Mundenheim nebst sechs Rheininseln zum Lehen und dieser nutzte das Mundenheimer Herrenhaus als Landsitz. Das Gebäude wurde damals neu gestaltet, möglicherweise vom kurpfälzischen Hofarchitekten Pieter-Antoon Verschaffelt (1710–1793). Von Zedtwitz schuf auf dem Hofgut einen landwirtschaftlichen Musterbetrieb mit der ersten Bierbraustätte Mundenheims.
Dort starb er am 23. Juli 1786 an einer „entzündlichen Brustkrankheit“ und wurde am 26. Juli in der Gruft der katholischen St.-Sebastian-Kirche Mundenheim beigesetzt. Das historische Gotteshaus wurde im Zweiten Weltkrieg zerstört und ab 1952 wieder modern aufgebaut. An der äußeren Südwand des Langhauses befand sich früher ein Epitaph für Peter Emanuel von Zedtwitz, der jedoch seit dem Wiederaufbau verschollen ist.
Das Mundenheimer Gut und die Rheininseln erbte nach dem Tod seiner Witwe (1814) die Schwägerin Josepha Ursula von Herding, als nächste lebende Verwandte.
Peter Emanuel von Zedtwitz war ein Freund und Förderer des Naturwissenschaftlers Friedrich Casimir Medicus, welcher auch als sein Hausarzt fungierte.